# Филяев, Василий Викторович
Василий Викторович Филяев (род. 8 января 1999, Жлобин, Гомельская область) — белорусский хоккеист, нападающий.

## Биография
Воспитанник жлобинского хоккея. В конце сезона 2015/16 дебютировал в высшей лиге в составе «Металлурга-2».В сезонах 2016/17 — 2018/19 выступал в чемпионате за сборную Белоруссии U20. В конце 2018 года пеершёл в «Металлург» Жлобин. Сезон 2019/20 отыграл в аренде в «Шахтёре» Солигорск. В июне 2021 года перешёл из «Металлурга» в российский «Автомобилист» Екатеринбург. 3 сентября в домашнем матче против магнитогорского «Металлурга» (2:6) дебютировал в КХЛ. Также стал выступать за фарм-клуб «Горняк-УГМК» в ВХЛ.